# Судзуки, Мусаси
Мусаси Судзуки (яп. 鈴木 武蔵; род. 11 февраля 1994, Монтего-Бей, Корнуолл) — японский футболист, нападающий клуба «Хоккайдо Консадоле Саппоро».

## Клубная карьера
Отец Мусаси Судзуки — ямаец, а мать — японка. Родившись на Ямайке, он вырос в японском городе Ота. Карьеру футболиста Судзуки начинал в клубе «Альбирекс Ниигата». 19 мая 2012 года он дебютировал в Джей-лиге 1, выйдя на замену после перерыва в домашнем поединке против команды «Джубило Ивата». 25 мая 2013 года Судзуки забил свой первый гол на высшем уровне, сравняв счёт в гостевом матче с «Кавасаки Фронтале». В начале августа 2015 он был отдан в аренду клубу Джей-лиги 2 «Мито Холлихок». С начала 2016 года Судзуки вновь выступает за «Альбирекс Ниигату».

## Карьера в сборной
В составе молодёжной сборной Японии Мусаси Судзуки выиграл Чемпионат Азии среди молодёжных команд 2016 года в Катаре, где он отметился забитым мячом в матче группового этапа с молодёжной сборной Таиланда.
Мусаси Судзуки в составе олимпийской сборной Японии играл на футбольном турнире Олимпийских игр 2016 года в Рио-де-Жанейро. Он провёл два из трёх матча своей сборной на этом соревновании. Судзуки забил гол во первом туре группового этапа в ворота олимпийской сборной Нигерии.